# Ferdinand Philipp von Harsch

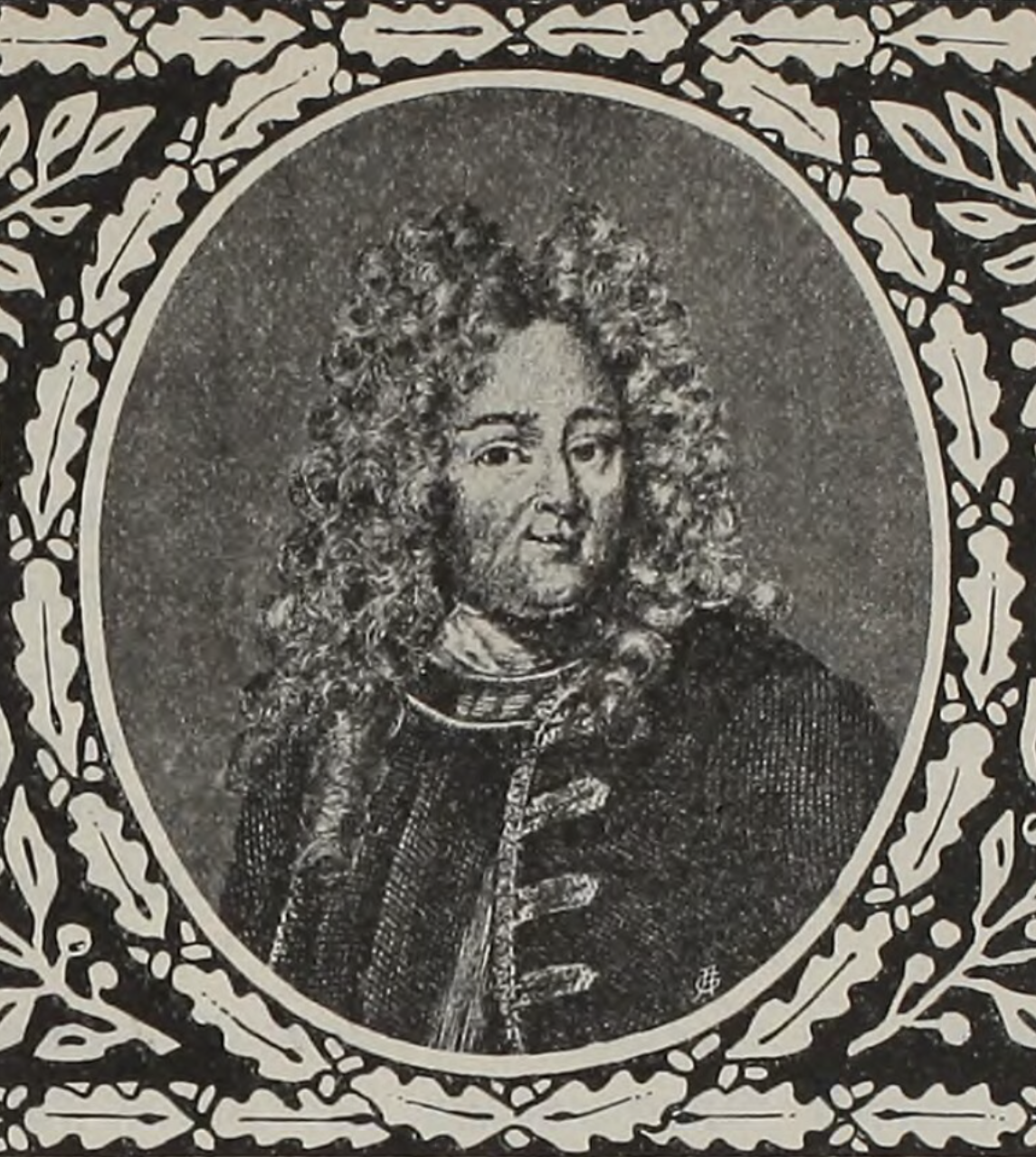
Ferdinand Philipp von Harsch

Ferdinand Philipp Graf von Harsch (* 21. November 1704 in Freiburg im Breisgau, Vorderösterreich; † 1. November 1792 in Sankt Margarethen, Niederösterreich) war Feldzeugmeister, Gouverneur von Schlesien, kommandierender General des Temescher Banats, Architekt und Erbauer der Festungen Königgrätz und Arad und Mäzen.

## Leben und Wirken
Harsch ergriff wie sein Vater Ferdinand Amadeus von Harrsch (1664–1722), eine militärische Laufbahn.
Im Türkenkrieg von 1739 kommandierte er als Oberst ein Infanterieregiment. Im österreichischen Erbfolgekrieg verteidigte er als Generalmajor die Stadt Prag gegen die Preußen, musste aber am 16. September 1744 kapitulieren.
Er kämpfte mit Auszeichnung bei Hohenfriedberg (4. Juni 1745), Piacenza (16. Juni 1746), bei der Unternehmung auf Genua, sowie in der Provence, avancierte während dieser Zeit am 9. November 1747 zum Feldmarschallleutnant. Als kaiserlicher Kommissär schlichtete er 1753 die seit 250 Jahren bestandenen Grenzstreitigkeiten mit der Republik Venedig. Wurde danach zum Feldzeugmeister und anschließend zum Generalkommissär von Gräz und Friaul ernannt. Während des Siebenjährigen Krieges war Harsch von 1757 bis 1758 Harsch kommandierender General im Temescher Banat. Er belagerte 1758 Glatzer Neisse und leitete 1760 die Belagerung von Glatz. Im Jahr 1763 erbaute er die Festung Arad.
Harsch wurde 1772 Gouverneur von österreichisch-Schlesien. Die Festung Königgrätz ist nach seinen Entwürfen gebaut. Nach seinem Tod wurde in der Pfarrkirche von Sankt Margarethen ein Epitaph errichtet.
Harsch, der selbst ein begeisterter Flötist war (Dilettant), unterhielt in Wien und auf seinen Gütern eine aus 24 Musikern bestehende Adelskapelle. In Enzersdorf an der Fischa ließ er sich 1760 ein Barockschloss erbauen.

## Familie
Er heiratete die Freiin Ludovika von Stöcken. Das Paar hatte einen Sohn:
- Ferdinand Ludwig (* 19. April 1737; † 3. Mai 1818 in Alexandroviersky), Hofrat bei der k. k. Hofkammer

⚭ 1765 Gräfin Eleonora von Fünfkirchen (* 16. Februar 1740; † 3. November 1769)
⚭ Gräfin Maria Josepha von Perlas (Vilana Perlas de Rialp) (* 30. März 1746; † 8. Juli 1808 in Karnabrunn)
⚭ 1807 in Petrosawodsk N.N. (starb kurze Zeit später bei einem Unfall)